# Harbrinkhoek
Harbrinkhoek est un village situé dans la commune néerlandaise de Tubbergen, dans la province d'Overijssel. Le 1er janvier 2007, le village comptait 1 543 habitants.